# Espera
Espera è un comune spagnolo di 3 928 abitanti situato nella comunità autonoma dell'Andalusia.

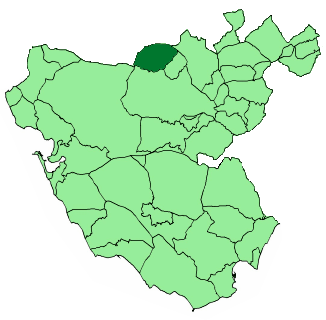
Mappa del comune nella provincia